# Sarcofago romano
Nel mondo romano l'uso di seppellire i defunti con il rito dell'inumazione comportò l'utilizzo di sarcofagi, spesso riccamente scolpiti. A Roma, tolti alcuni precedenti in età repubblicana l'uso dei sarcofagi si diffuse soprattutto a partire dal II secolo, quando si ricominciarono ad inumare i defunti, abbandonando l'uso della incinerazione.

## Prima del II secolo

Il sarcofago di Scipione Barbato

Si conoscono a Roma pochissimi sarcofagi con rilievi prima del I secolo, e per tutta l'età repubblicana e fino agli inizi dell'Impero la forma di sepoltura predominante a Roma è l'incinerazione (o cremazione): il rituale funerario prevede la collocazione delle ceneri del defunto entro urne, che in età giulio-claudia presentano spesso una decorazione a ghirlande.
Esistono, tuttavia, rari esempi d'inumazione in sarcofagi: il sarcofago di Lucio Cornelio Scipione Barbato, conservato a Roma nei Musei Vaticani - Museo Pio-Clementino costituisce uno dei rari esempi di epoca repubblicana. In peperino, il lato anteriore presenta una sobria decorazione che riprende alcuni elementi degli ordini classici greci e l'iscrizione con il nome del defunto.
L'esempio più antico dei sarcofagi in marmo con decorazione scolpita, ritrovato a Roma, è invece il Sarcofago Caffarelli del I secolo, che è conservato nei Musei di Berlino. È un sarcofago a forma di cassone con sottile incorniciatura, ornato sui lati lunghi con ghirlande pendenti da bucrani con in mezzo boccali e patere sacrificali, e sui lati brevi con un candelabro fra pianticelle d'alloro: lo stile indica l'età di Claudio, ma si tratta di un esempio isolato, influenzato da modelli dell'Asia Minore, come inducono a pensare sia il repertorio decorativo a ghirlande sia la disposizione dell'ornato su tutti e quattro i lati.

## La diffusione nel II secolo

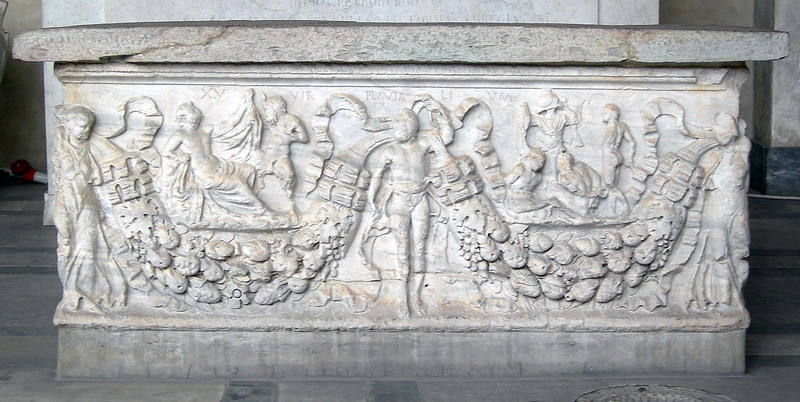
Sarcofago di Caius Bellicus Natalis Tebanianus

Sarcofago Amendola

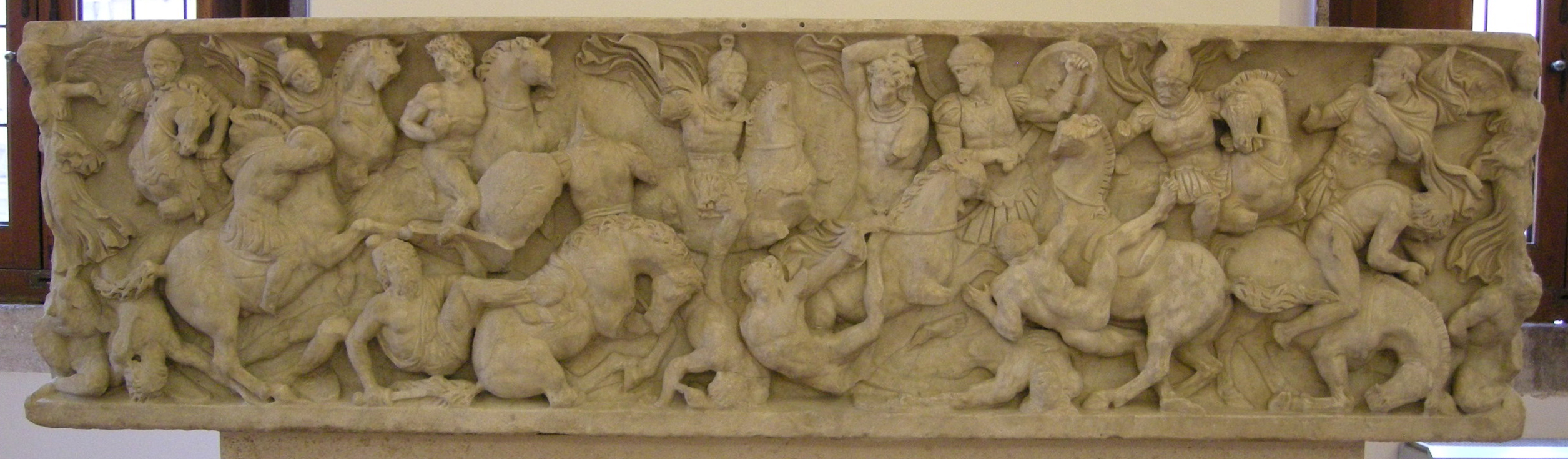
Il Sarcofago Piccolo Ludovisi.

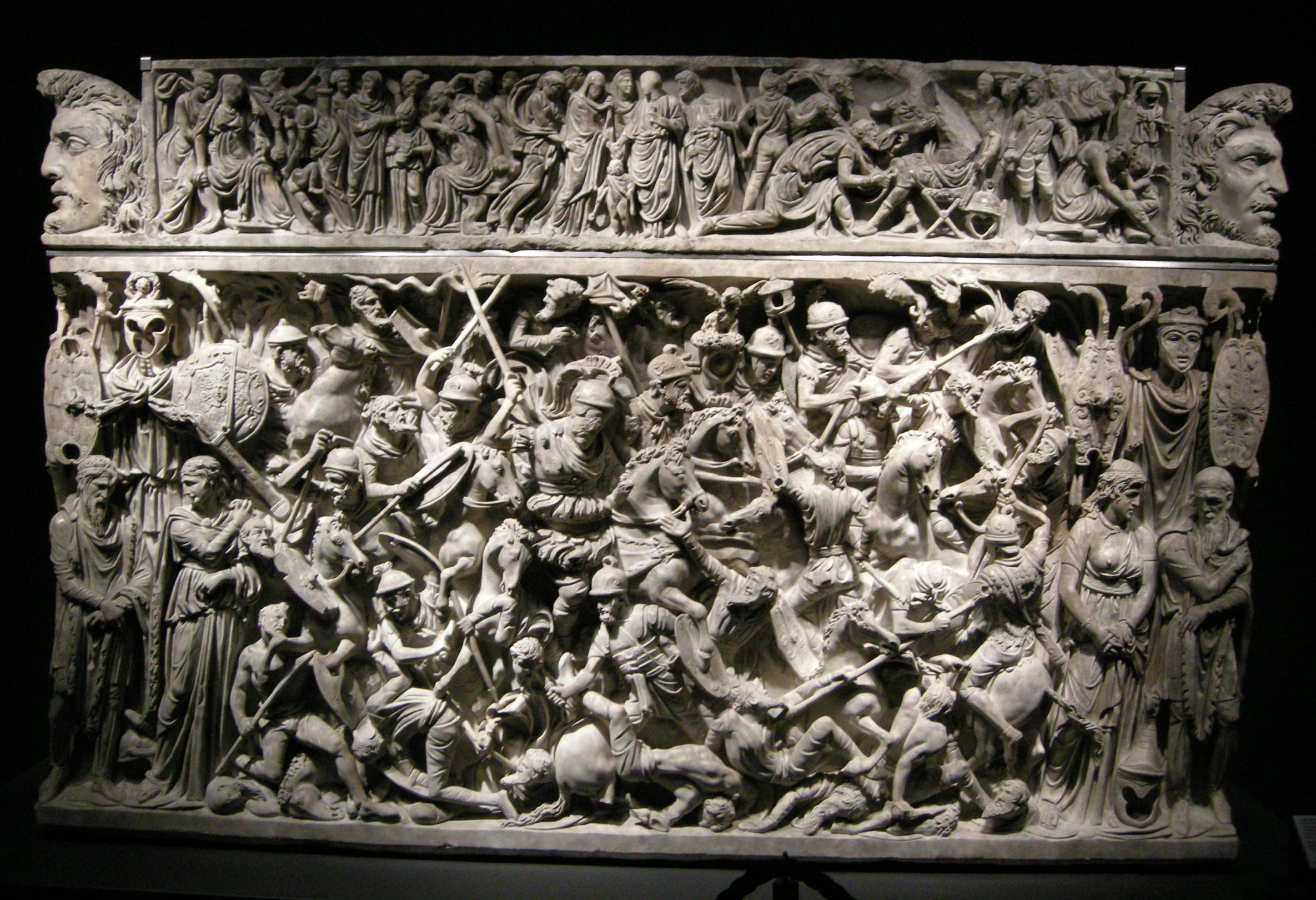
Il sarcofago di Portonaccio.

Un cambiamento nel rituale funerario si verifica fra la tarda età di Traiano (98-117) e l'inizio dell'età di Adriano (117-138), quando all'incinerazione si sostituisce gradatamente l'inumazione. Come ha sottolineato il Rodenwaldt, questo cambiamento nel modo di seppellire i morti è la conseguenza dei contatti sempre più stretti con il Mediterraneo orientale; qui (dalla Grecia all'Asia Minore, alla Siria, all'Egitto) una serie di credenze religiose pagane riguardanti l'immortalità dell'anima, prescrivevano la cura e la conservazione del corpo in vista della rinascita in una vita futura.
Durante il regno di Adriano, su spinta dei gusti personali dello stesso imperatore, si era venuto a creare un clima artistico e culturale che prendeva a modello la Grecia classica, e così i sarcofagi in marmo pentelico prodotti ad Atene, ma anche quelli provenienti dal Proconneso e dall'Asia Minore in diverse qualità di marmi bianchi, si diffusero rapidamente in Italia.
Riguardo alla morfologia, essi sono di diversi tipi: 
- a kliné con le figure dei defunti distese sul coperchio,
- asiatici a edicole e colonne,
- a cassone parallelepipedo con coperchio a frontone,
- a lenòs (o a tinozza, o a vasca).

Dati i costi elevati del materiale, ai quali si aggiungono quelli del trasporto per mare, il sarcofago è un oggetto prezioso, che presuppone una committenza dotata di notevole disponibilità economica. I sarcofagi giungevano a destinazione come prodotto semilavorato, con la decorazione solamente sbozzata. Le officine locali di Roma si andarono rapidamente sviluppando, su influenza delle maestranze originarie dei vari paesi di provenienza dei sarcofagi, e si occuparono di completare la lavorazione dei manufatti semirifiniti, basandosi su prototipi originali, di cui cercano d'imitare il più possibile lo stile.
I sarcofagi prodotti in Italia sono lavorati su un lato lungo e sui due brevi, mentre quelli di fabbrica greca ed orientale sono sempre decorati su tutti e quattro i lati; l'origine della differenza sta nel fatto che in Grecia e in Oriente il sarcofago viene posto al centro della camera sepolcrale o dellheroon, mentre a Roma veniva allineata lungo le pareti della camera.
Si sviluppò parallelamente una produzione di sarcofagi in marmo di Luni, il cui repertorio figurativo deriva dai cicli pittorici del IV secolo a.C. e dell'ellenismo. Il più antico sarcofago romano databile con una certa esattezza (parte il problematico sarcofago Caffarelli d'età giulio-claudia) è il sarcofago di Caius Bellicus Natalis Tebanianus al Camposanto di Pisa, risalente attorno al 110 d.C.
Espressione caratteristica dell'arte adrianea, il fregio scolpito conosce una notevole fioritura: sui primi esemplari databili al II secolo, alle ghirlande s'aggiungono i motivi del thiasos bacchico, dei bambini gioiosi alla festa delle Antesterie (modelli derivanti dalla toreutica ellenistica, stile neoattico), del ciclo di Oreste e dei Niobidi (modelli tratti da pitture ellenistiche).
Il tragico destino della morte è simboleggiato dalla mitologia (Meleagro, Medea, Alcesti). Le scene di lotta ricorrono nelle agitate gigantomachie di tradizione pergamena (come nel sarcofago Amendola), nel ratto delle Leucippidi, nella storia di Peleo e Teti; l'Aldilà e le gioie ultraterrene sono rappresentate dal thiasos con Bacco e Arianna, mentre il corteo di Tritoni e Nereidi accompagna l'anima del defunto. Fra ghirlande e festoni s'inseriscono le maschere comiche e tragiche, allegorie della vita come teatro.
Sui sarcofagi a lenòs ricorrono spesso le strigliature a "S" e le protomi leonine agli angoli; la forma e la decorazione, simboleggianti la fermentazione dell'uva, sono allusive alle credenze dionisiache sull'immortalità dell'anima.
Nel primo periodo degli Antonini le forme si fanno massicce e dure ed esaltano in senso "barocco" il classicismo precedente; la composizione si evolve in un fitto fregio, il cassone s'allunga, il coperchio mantiene tracce della forma greca a frontone. In questo stesso periodo si sviluppa la produzione e la diffusione, anche nelle regioni occidentali dell'impero, di sarcofagi prodotti in Asia Minore. Il sarcofago di Melfi è uno degli esemplari più antichi e di maggior pregio che testimonia questa fenomeno.

### Sarcofago di Velletri
Il "Sarcofago di Velletri" (II secolo) riassume – come ha dimostrato Bernard Andreae – nel modo più completo l'insieme delle idee escatologiche su cui si struttura il simbolismo dei sarcofagi cristiani nel III secolo. Vi si narra, infatti, una storia che fu soggetto di una tragedia d'Euripide: la regina Alcesti, moglie del re Admeto, sacrificò la propria vita per salvare quella del marito, ma per la nobiltà del suo gesto fu riportata fuori dal regno dei morti grazie all'intervento di Ercole.
Alla base di questo mito c'è la convinzione dell'immortalità dell'anima, la quale giungerebbe, dopo la morte corporale, in un Aldilà con il quale esiste possibilità di comunicazione attraverso l'amore; l'uomo nella vita è come un attore che recita una parte (sul sarcofago vi sono elementi teatrali e maschere) e deve sopportare con forza le prove che la sorte gl'impone (come Eracle). Non deve opporsi agli dei ma, al contrario, dimostrare il proprio ossequio e comportarsi con paziente umanità. Nereidi, Tritoni o aquile sono gli accompagnatori verso le Isole dei Beati. Nel sarcofago di Velletri tutti questi concetti sono riuniti ed espressi mediante simboli ed allegorie.

### I sarcofagi nel III secolo

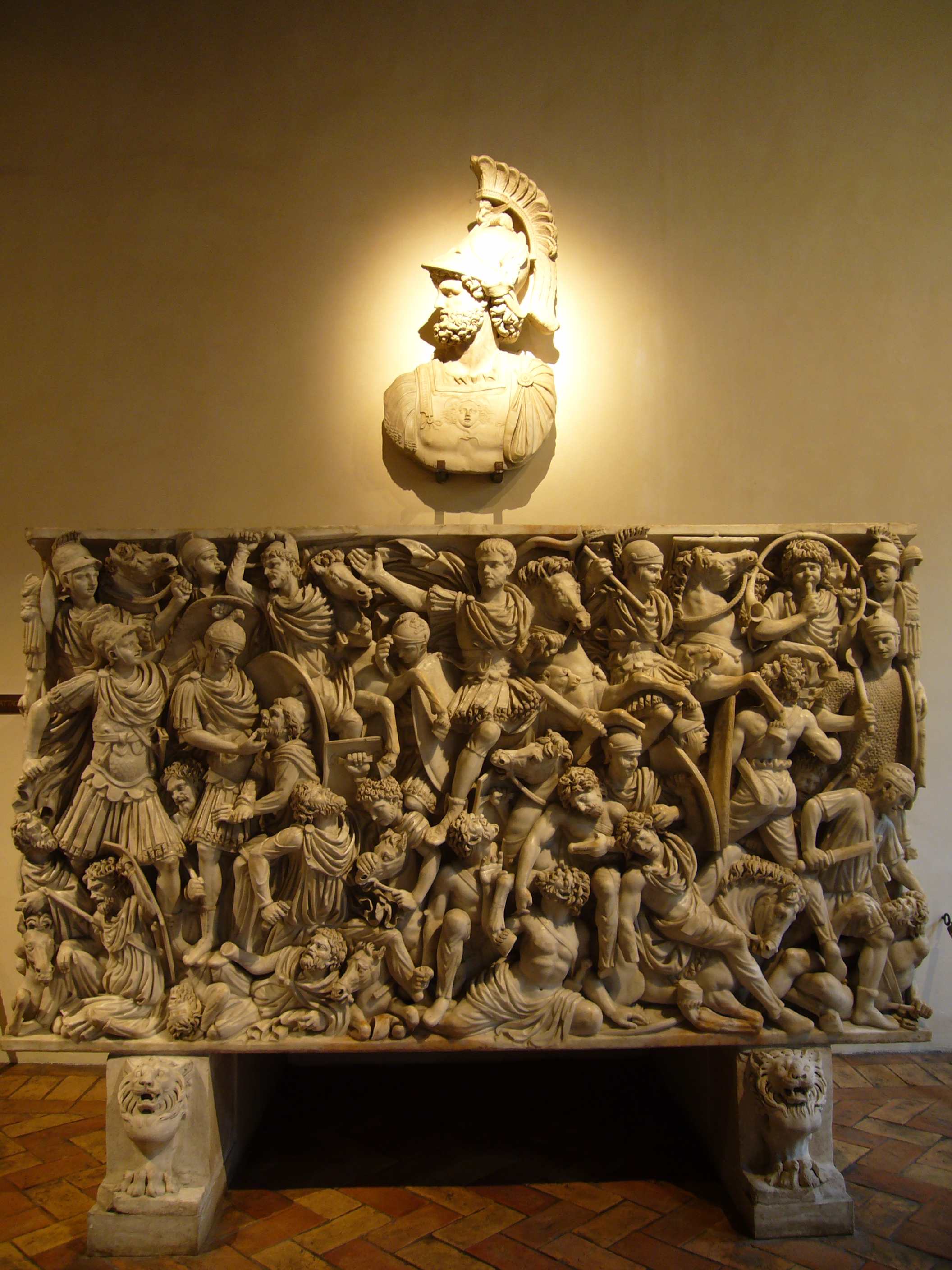
Il sarcofago detto "Grande Ludovisi" a Palazzo Altemps

Alla fine del II secolo, durante il regno di Commodo (180-192), s'avverte un mutamento decisivo nell'arte ufficiale romana con l'evoluzione di un nuovo linguaggio stilistico e iconografico, che si rispecchia anche nell'ambito della produzione dei sarcofagi: la plasticità del rilievo si va dissolvendo a favore d'effetti ottici e illusionistici, mentre si tende a una nuova disposizione delle masse e viene accentuata l'espressività soprattutto nelle teste e nei movimenti. Il cassone si sviluppa in altezza e questo permette una nuova disposizione delle figure, maggiormente pittorica, ripresa dalla scultura trionfale, con una libera riutilizzazione dello spazio figurativo greco. Il sarcofago rimane un prodotto riguardante la sfera del privato, legato ad una ben precisa tradizione di bottega, e dunque gli sviluppi che si riscontrano nelle sculture dei sarcofagi sono a volte indipendenti da quelli che conosciamo nell'arte ufficiale, specialmente a partire dagl'inizi del III secolo.
Si conoscono due grandi manifatture degli anni Venti del III secolo, che creano uno stile totalmente "barocco" a figure grandi e facendo confluire insieme due linguaggi artistici: quello romano con tendenza alla disposizione centralizzata e alla formazione di nicchie; quello greco con figure grandi e senso dello spazio. Questa fase nella produzione dei sarcofagi prosegue fino al 240 circa. Nei due decenni successivi si assiste al fenomeno detto "classicismo gallienico": vengono scelti temi e modelli classici, ma le forme tendono a perdere corposità e volume, le caratteristiche intrinseche dei motivi antichi vengono trascurate a favore di un'espressione interiorizzata e simbolica, annunciando così il trapasso verso il tardo-antico.
A questo momento di transizione è relativo il più grande e splendido dei sarcofagi romani, il sarcofago Ludovisi con battaglia (Museo Nazionale Romano, Palazzo Altemps), la cui datazione, controversa, oscilla nell'arco di un decennio: sulla base del ritratto del giovane generale che riproduce le fattezze del defunto, ne è stata proposta l'attribuzione ad Ostiliano figlio dell'imperatore Decio, morto nel 251 d.C.

Sarcofago di Acilia

Dopo la metà del secolo si fanno più frequenti le rappresentazioni di filosofi e Muse: il defunto è raffigurato come filosofo anche quando in realtà non lo era, poiché le classi elevate (soprattutto i senatori) prediligono ora il simbolismo dell'homo spiritualis, anche perché Gallieno tolse ai senatori qualsiasi prerogativa in campo militare. I filosofi non sono più distinti da caratteristiche individuali come rappresentanti delle varie scuole, e la loro iconografia è già tale da poter essere poi utilizzata in futuro per le immagini degli Apostoli cristiani. Un capolavoro di questa serie, al suo inizio prima della metà del secolo, è la lènos di Acilia nel Museo Nazionale Romano, in cui il Bianchi Bandinelli vede la sepoltura commissionata per i genitori del giovane Gordiano III (240-244). Altri sarcofagi in questo stile sono il sarcofago Torlonia e il sarcofago di Plotino (dell'età di Gallieno, con dissertazione di filosofi). In stile più plebeo, ma fortemente connotato ritrattisticamente, è il cosiddetto sarcofago dell'Annona, mentre il sarcofago di Iulius Achilleus è un esempio di tema bucolico e pastorale (legato all'allusione alla vita paradisiaca nell'aldilà) e di decorazione su doppio registro, che diverrà frequente nel secolo successivo.
La maggior parte dei manufatti databili entro la seconda metà del III secolo è opera d'officine romane: nel 276 la presa d'Atene da parte degli Eruli determina infatti la fine dell'attività delle botteghe ateniesi, e nello stesso periodo cessano anche le importazioni dall'Asia Minore.

### I sarcofagi romani con scene di caccia

Sarcofago Mattei I

Il tema della caccia al leone compare sui sarcofagi romani all'inizio del III secolo. L'iconografia segue schemi caratterizzati da alcuni elementi-base: un cavaliere armato di lancia, con testa-ritratto che riproduce le fattezze del defunto, affronta un leone dall'alto della sua cavalcatura; accanto a lui è una figura femminile con scudo, lancia ed elmo, personificazione della Virtus, spesso atteggiata ad un gesto d'incoraggiamento verso il cavaliere; intorno sono disposti gli uomini del seguito, fra i quali compaiono talvolta i Dioscuri. Motivo ricorrente è pure quello del servo caduto in primo piano, in atto di proteggersi con lo scudo degli assalti del leone.
Diversamente da quanto accade per i soggetti mitologici, quest'iconografia non deriva da modelli greci: in Grecia, infatti, quando compare sui sarcofagi la caccia non ha carattere aulico, ma viene rappresentata come un passatempo fra giovani che fronteggiano la belva senza seguito e senz'apparato. L'iconografia della caccia al leone ha invece una lunga tradizione come prerogativa reale nell'arte egizia e mesopotamica. L'uso viene ripreso da Alessandro Magno e si diffuse nella successiva arte ellenistica. A Roma era presente in epoca adrianea (come nei tondi con scene di caccia reimpiegati sull'arco di Costantino): da un uso ufficiale riservato agli imperatori (Rodenwaldt ipotizza la presenza dell'iconografia della caccia regale su un perduto monumento onorario a Caracalla o addirittura sul suo sarcofago), il tema venne trasferito su monumenti privati ad uso di personaggi dell'ambito imperiale, come segno di prestigio sociale.
Secondo il Rodenwaldt, il più antico sarcofago romano con scena di caccia al leone è il cosiddetto Sarcofago Mattei I (220 circa); il Sarcofago Mattei II di circa vent'anni successivo, venne prodotto nella medesima bottega ed entrambi appartengono ad una corrente stilistica che predilige gli effetti monumentali e li realizza per mezzo di pochi figure statiche e possenti. Nell'arco di un secolo il tema della caccia viene tradotto nei diversi linguaggi stilistici contemporanei, da quelli classicheggianti a quelli barocchi e patetici, alle correnti popolari, per acquistare nuovamente, in età costantiniana, alcuni caratteri aulici propri dei primi esemplari.

## I sarcofagi imperiali
In epoca adrianea si diffonde l'uso di sarcofaghi di porfido rosso antico per i mausolei imperiali, dal momento che questa pietra richiama il colore della porpora, colore associato agli imperatori. 
Le cave di porfido egizie furono utilizzate dal II secolo fino al tardo impero, come dimostra il sarcofago nel Mausoleo di Teodorico e i sarcofaghi imperiali di epoca costantiniana conservati a Costantinopoli.
I sarcofaghi di porfido potevano avere una forma a cassa, rettangolare, o ovale, oppure una forma a vasca, con due protomi leonine o due anelli scolpiti ai lati. La vasca era un riferimento al mito di Dioniso: come l'uva pigiata diviene vino così il defunto avrebbe avuto una nuova vita. Molti di questi sarcofaghi si sono conservati perché furono riutilizzati nelle chiese come fonti battesimali.

## I sarcofagi d'età tetrarchica

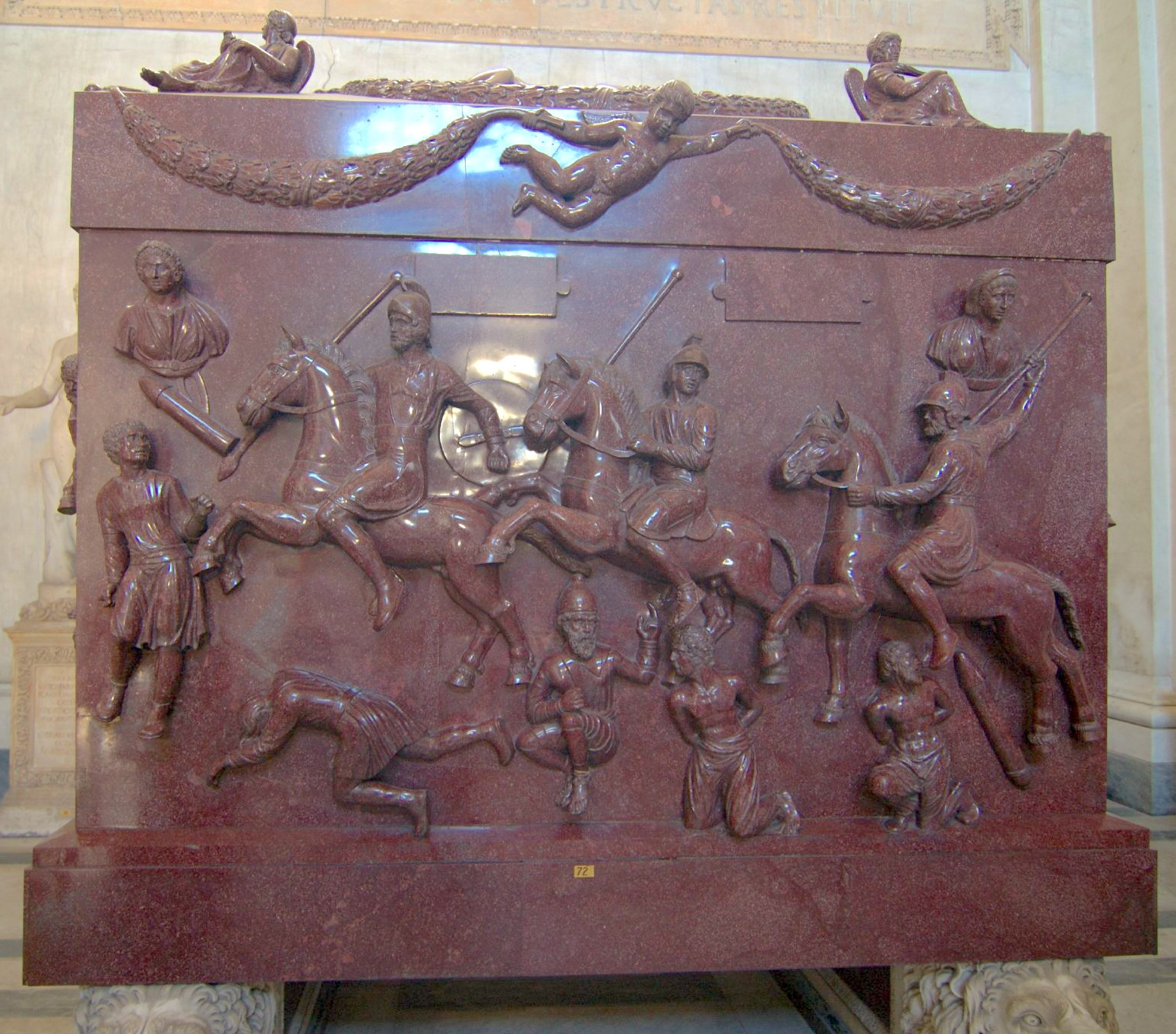
Sarcofago di Elena

In quest'epoca anche i sarcofagi riflettono assai fedelmente le caratteristiche dell'arte tetrarchica: forme imponenti, compatte; rigorosa visione stereometrica delle singole figure, concepite come solidi geometrici; superfici lisce, sulle quali la decorazione a rilievo si staglia con un effetto metallico.
Nel sarcofago di Sant'Elena, in porfido, proveniente forse dal mausoleo di Elena, madre di Costantino, sono raffigurate lotte fra cavalieri barbari e romani, e la cattura dei barbari. Il sarcofago è a forma di cassa e venne eseguito in Egitto, secondo uno schema compositivo e tematico derivante dai rilievi delle colonne coclidi e della base della colonna antonina. Il ritratto dell'imperatore corrisponde al tipo dell'imperatore Costanzo Cloro, come appare nella colonna porfiretica nella Biblioteca Vaticana. Si potrebbe proporre perciò una datazione verso il 306, anno della morte di Costanzo.
Il Sarcofago di Costantina, sempre in porfido e a forma di cassa, è decorato con rigogliosi girali di vite includenti eroti vendemmiatori e, in basso, sui lati lunghi, scene pastorali; non manca il pavone, elemento simbolico legato al repertorio figurativo dell'arte funeraria. Il coperchio è ornato da festoni retti da protomi femminili.

## I sarcofagi cristiani
Tra la fine del II e i primi decenni del III secolo d.C. lo sviluppo delle comunità cristiane e di una specifica iconografia, porta alla nascita di una tipologia di sarcofagi decorati con temi cristiani. I primi di essi nascono tuttavia nelle stesse officine che producono manufatti di carattere profano e condividono con questi ultimi patrimonio iconografico e percorsi stilistici: dal repertorio figurativo tradizionale pagano ereditano schemi figurativi, in alcuni casi risalenti addirittura all'età ellenistica, che vengono poi modificati, di volta in volta, con l'inserimento di scene e figure tratte dal Vecchio e dal Nuovo Testamento, sulla base delle richieste dei committenti cristiani.

### L'età costantiniana e dello "stile bello"
L'avvento della Pace religiosa favorisce, anche nel campo del rilievo, una feconda produzione soprattutto di sarcofagi (la statuaria, stando almeno agli esemplari pervenuti, sembra esaurirsi nell'invariabile ripetizione delle figure del Buon Pastore).
Fattori essenziali sono anche il rapido sviluppo delle comunità cristiane e il conseguente accrescimento delle aree funerarie. A questa situazione nuova le officine che producono pezzi cristiani si adeguano, rielaborando il repertorio tradizionale e l'impostazione stessa del criterio decorativo; altre invece cominciano allora a decorare casse e coperchi con scene cristiane, per soddisfare le esigenze di una clientela sempre crescente.
Alcune botteghe, dotate di maestranze molto qualificate e probabilmente d'artefici originari dell'Oriente, sollecitate da ordinazioni di famiglie patrizie, creano i nuovi contesti e le opere di raffinata esecuzione che caratterizzano questo periodo.
I temi già da tempo diffusi (Orante, Buon Pastore) continuano a ripetersi, ma accanto ad essi vengono inseriti scene dall'intento glorificante, mentre si fa evidente una ricerca di simmetria che giova all'euritmia della composizione.
Il centro dell'evoluzione tematica è il Cristo: prevale adesso il “sarcofago a fregio cristologico”.
Già in epoca tetrarchica compare nella pittura cimiteriale il Christus-Magister, solo o in mezzo al collegio apostolico, come visione del governo celeste; dopo la Pace della Chiesa, l'arte celebra la regalità del Maestro rievocando le tappe della lotta, la passione del Salvatore e dei suoi discepoli, i miracoli, la simbolica trasmissione della Legge. La sua immagine riflette questi concetti: nei primi decenni del secolo è rappresentato in sembianze giovanili quale eroe amabile e misericordioso in atto d'operare prodigi; la generazione successiva lo vede come adolescente e lo smaterializza in pura spiritualità.
Nel corso del IV secolo oltre sessanta motivi nuovi penetrano nel repertorio dei sarcofagi; l'elemento decorativo assume via via un ruolo rilevante nell'impostazione dell'insieme, iniziando così quel processo evolutivo che porterà alla sopraffazione dell'ornato nei rilievi della più tarda antichità e del primo medioevo.
Stilisticamente l'età costantiniana sembra concludere il processo del disfacimento formale e della costruzione stereometrica: gradualmente s'avverte una decisa tendenza alla rivalutazione plastica, all'ammorbidimento del modellato, alla tradizione più realistica dei tratti fisionomici, anche se ancora permangono certe durezze tipiche dell'Arco di Costantino.

Il Sarcofago "dogmatico"

Il sarcofago caratteristico dell'età costantiniana è quello a doppio registro: un significativo esempio è rappresentato dal cosiddetto "dogmatico" (Roma, Museo Lateranense), che mostra una serie d'episodi allusivi ad alcuni dogmi cristiani. Nel registro superiore possiamo leggere le seguenti scene: Adamo ed Eva, Peccato Originale, Miracoli di Cana, della Moltiplicazione dei Pani e di Lazzaro; nel registro inferiore: Epifania; Guarigione del Cieco, Daniele tra i Leoni e tre scene aventi come protagonista San Pietro (Negazione di conoscere Cristo, Arresto e Miracolo della fonte). Il linguaggio stilistico resta sostanzialmente disorganico e frammentato, ma il rilievo è più morbido rispetto a quello dell'Arco, e i piani sfumati sembrano tipici della prima età costantiniana.
Nella tarda età costantiniana, fra il 340 e il 360, la "rinascenza costantiniana" raggiunge il suo culmine e produce le opere migliori caratterizzate da piani sfumati, volti addolciti dalla levigatezza del marmo, spaziosità fra le scene. Nel ritmo orizzontale del fregio e degli strigili s'inserisce il principio della scansione netta verticale, ottenuto mediante una colonna, un albero o una cornice. La narrazione si trasforma da continua in episodica, le figure sono inquadrate da archi arborei o da edicole adorne come minute architetture. Si tratta della corrente artistica denominata convenzionalmente “stile bello”, cui appartiene il Sarcofago di Adefia conservato nel Museo archeologico regionale di Siracusa. Le scene del Vecchio e del Nuovo Testamento, articolate su due registri, sono interrotte da una valva di conchiglia contenente i busti dei due coniugi, con un raffinato effetto decorativo.

Sarcofago di Giunio Basso

La parabola dello “stile bello” ha però la sua più alta espressione e il suo termine nel Sarcofago di Giunio Basso (Grotte Vaticane), esattamente databile per l'iscrizione sul coperchio al 359: il sarcofago fu commissionato per il prefetto urbano discendente da una mobilissima famiglia possidente un'aula sull'Esquilino, successivamente trasformata nella chiesa di Sant'Andrea. La profusione dell'ornato, la morbidezza dei piani sfumati, lo spazio tra le figure fanno percepire un gusto ellenizzante. Tuttavia la profondità delle edicole, lo stacco delle figure del fondo e lo sguardo tutto romano di Pietro e Paolo rivelano l'opera di un eccezionale artista locale. La successione delle scene, che ha sempre il contenuto cristocentrico della vittoria sulla morte, non costituisce tuttavia una concatenazione logica di concetti, quanto piuttosto un racconto episodico, senza la distinzione tra Antico e Nuovo Testamento nei due registri.
Sulla base dei concetti divulgati dai Padri della Chiesa e dalla catechesi, largamente diffusi nella letteratura cristiana dei primi secoli, si potrebbe pensare ad un accostamento di paradigmi coordinati per affinità o per contrasto, nel modo seguente:
- pazienza/sacrificio: Giobbe/Adamo;
- peccato originale/riscatto e riconciliazione con la Chiesa: Adamo ed Eva/Arresto di Pietro;
- Passione di Cristo/trionfo del Cristo risorto: entrata in Gerusalemme/Cristo in maestà;
- il giusto iniquamente condannato: Daniele/Cristo davanti a Pilato;
- il testimone della verità/il vile incapace di testimoniare la verità: martirio di Paolo/la figura di Pilato.

La decorazione dei lati presenta scene bucoliche (vendemmia, mietitura), simboleggianti per lunga tradizione la beatitudine eterna.

### Dal 360 alla fine del IV secolo

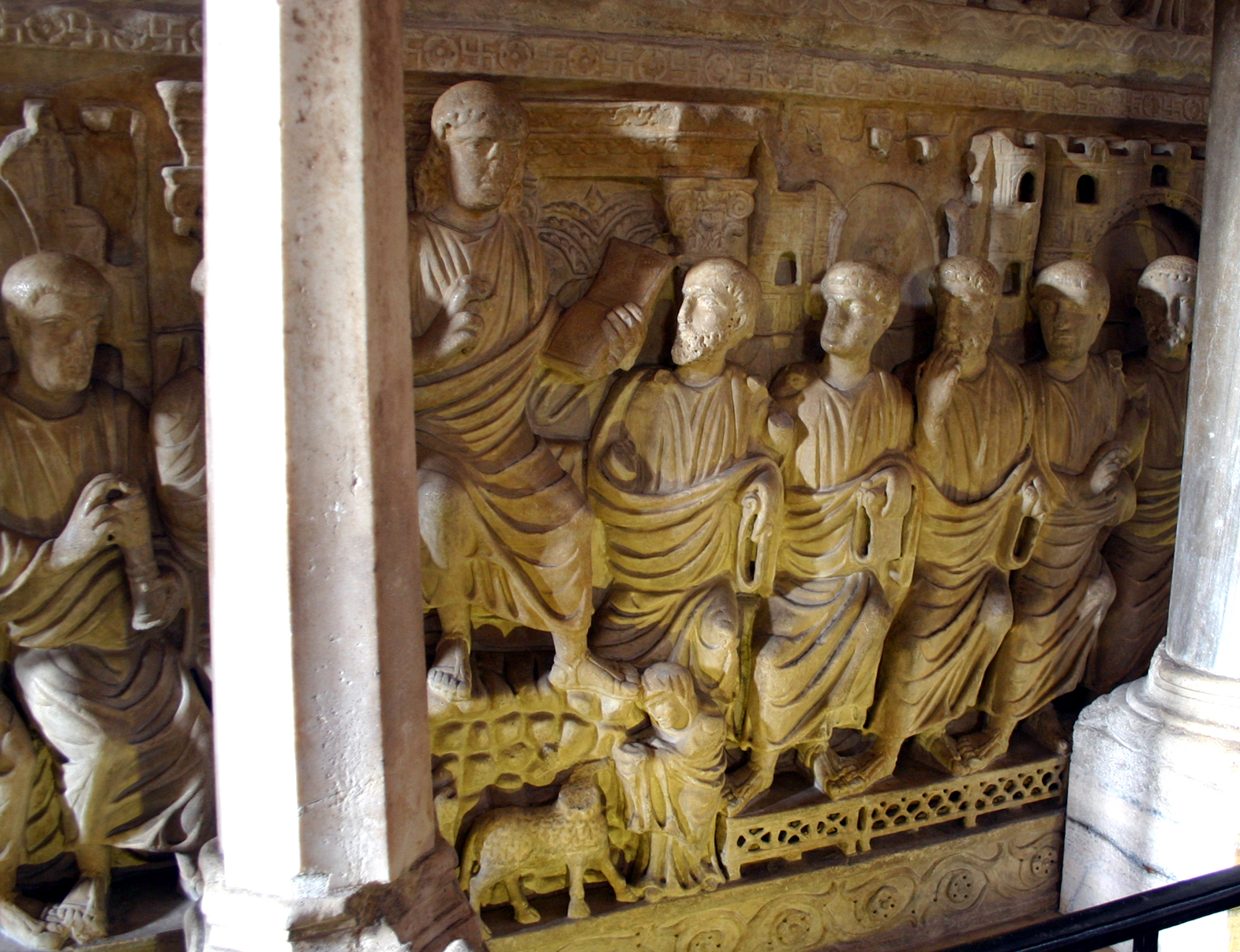
Sarcofago di Stilicone

Nel ventennio 360-380 si conclude l'epoca dello “stile bello” e ci s'avvia verso l'età teodosiana. L'apporto sempre maggiore del pensiero teologico determina la formazione di nuovi temi, mentre lo stile s'avvia verso un pittoricismo integrale, ellenistico nella sostanza: appiattimento del rilievo, semplificazione della struttura dell'immagine, placida espressione di malinconia o di trascendenza, volto sferoidi, capigliatura a casco con ciocche graffite, occhi a mandorla, panneggio a pieghe dure sono le caratteristiche principali dello stile dell'epoca. Caratteristico dell'ultimo quarto del secolo è il tipo “a mura di città”, dove scene di miracoli o il collegio apostolico con il Cristo in maestà al centro sono collocati sullo sfondo di mura cittadine che si adattano a decorare l'intera fronte, come nel celebre esemplare del sarcofago di Stilicone nella basilica di Sant'Ambrogio a Milano.
La fine del secolo segna l'ultima fase d'attività delle botteghe romane, la cui decadenza nell'età di Onorio si pone in rapporto alla declinante attività dei cimiteri suburbani e al rapido peggioramento delle condizioni sociali e politiche. La sorte delle officine romane incide naturalmente su quelle ad esse legate (Arles, Milano, Marsiglia), ad eccezione di Ravenna, che proprio all'epoca teodosiana rivela un'intensa fioritura di opere.

### I sarcofagi ravennati
La scultura dei sarcofagi di Ravenna appare nel mondo paleocristiano e proto-bizantino come un fenomeno particolare e, per certi versi, isolato. Si manifesta, in altre parole, con caratteristiche formali proprie, pur adeguandosi alla tematica trionfale tipica del mondo cristiano da Teodosio in poi.
La plastica funeraria di Ravenna si manifesta quando già la scultura romana inizia a declinare, ma Ravenna ha già recepito quell'esigenza di ritmo e di scansione architettonica della composizione che si riscontra all'epoca del “bello stile”.
Diversamente da quelli romani, i sarcofagi ravennati presentano una monumentalità di proporzioni che si esprime non solo nella loro grandezza, ma che è accentuata dal coperchio che li sormonta. Il coperchio si precisa sia nella forma a doppio spiovente con acroteri angolari, sia in quella “a baule”, cioè di forma semicilindrica (la copertura del sarcofago era invece piana con un rialzo frontale decorato, detto “attico”).
Il sarcofago a Ravenna è “monumento” nel senso stretto del termine: la cassa è decorata su tutti e quattro i lati (secondo l'antica tradizione dell'Asia Minore). Si articola in due grandi classi:
- Sarcofagi con figure umane,
- Sarcofagi con figure simboliche d'animali o croci.

Due fra gli esemplari più notevoli sono il Sarcofago della chiesa di San Francesco (fine del IV/inizi del V secolo) con Cristo in Maestà e Apostoli dentro nicchie conchigliate, e il Sarcofago con Cristo fra Pietro e Paolo (metà del V secolo) – che si trova nella cattedrale –, con le figure immerse in un'ariosa spazialità che ne rivela senza la possibilità d'equivoci la matrice greco-orientale.